# Parhelophilus divisus
Parhelophilus divisus är en tvåvingeart som först beskrevs av Friedrich Hermann Loew 1863.  Parhelophilus divisus ingår i släktet strandblomflugor, och familjen blomflugor. Inga underarter finns listade i Catalogue of Life.